# Рахата
Рахата  (авар. РахатIа) — село в Ботлихском районе Дагестана.
Образует сельское поселение село Рахата как единственный населённый пункт в его составе.

## География
Расположено на р. Ансалта (бассейн р. Андийское Койсу), в 14 км к северу от села Ботлих.

## Население
| 1926  | 1939  | 1970  | 1989  | 2002  | 2010  | 2012  |
| ----- | ----- | ----- | ----- | ----- | ----- | ----- |
| 373   | ↗602  | ↗981  | ↗1476 | ↗2540 | ↗2909 | ↗2972 |
| 2013  | 2014  | 2015  | 2016  | 2017  | 2018  | 2019  |
| ↗3032 | ↗3087 | ↗3155 | ↗3202 | ↗3251 | ↗3297 | ↗3340 |
| 2020  | 2021  | 2023  | 2024  | 2025  |       |       |
| ↗3389 | ↘3375 | ↗3446 | ↗3483 | ↗3538 |       |       |

## История
- Образовано в 1972 объединением Верхней и Нижней Рахаты.
- Сильно пострадало в августе 1999 от вторжения незаконных вооруженных формирований с территории Ичкерии.
- В 2017 году из-за короткого замыкания сгорело здание школы, которое так и не было построено заново по состоянию на конец 2019 года[22].

## Народные промыслы
- Бурочный комбинат (с 1924, разрушен в 1999, восстановлен позднее).